# Eusceptis flavifrimbriata
Eusceptis flavifrimbriata là một loài bướm đêm thuộc họ Noctuidae. Nó được tìm thấy ở Bắc Mỹ, bao gồm México.